# Große Weserbrücke

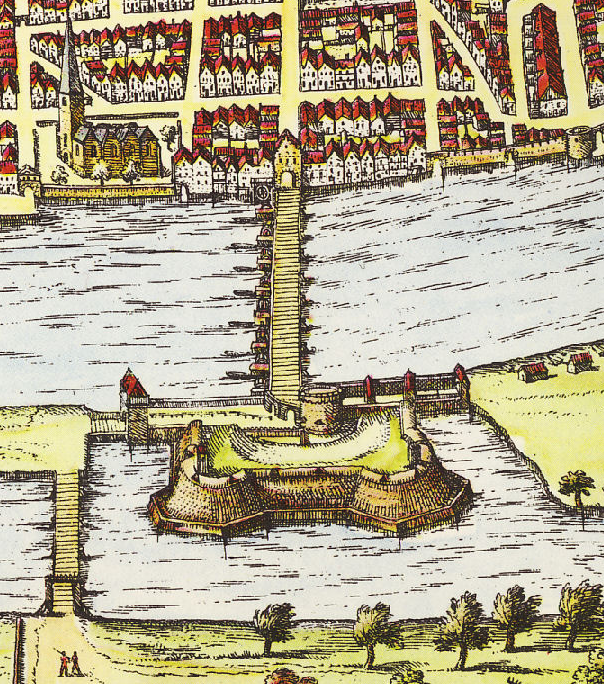
Stadtansicht 1589: Weserbrücke mit Brückentor und Wasserrad am rechten Weserufer (Altstadt), Herrlichkeitbastion mit „Braut“, Zugbrücke zum Teerhof, Brautbrücke über die Kleine Weser

Als Große Weserbrücke wurden in der Geschichte der Stadt Bremen zahlreiche Brücken seit dem 13. Jahrhundert bezeichnet, die an nahezu der gleichen Stelle den Weserstrom überspannten. Entgegen seiner schriftlichen Gliederung bedeutete der Name nicht „große Brücke über die Weser“, sondern immer „Brücke über die Große Weser“. Die Bauwerke gingen allesamt vom rechten Weserufer zwischen der Schlachte und der Tiefer im Ostteil der Altstadt aus und verbanden es mit dem schlanken nordwestlichen Ausläufer des Stadtwerders, wo bald nach dem ersten Brückenbau der Teerhof angelegt wurde. Keine dieser Weserbrücken reichte in einem Stück bis zum Ufer der linksseitigen Neustadt. Alle überspannten lediglich den Hauptstrom, während die Kleine Weser, ein linker Nebenarm, von der versetzten Kleinen Weserbrücke überquert wurde. Erst seit 1903 liegen Kleine und Große Weserbrücke in einer Achse. Die aktuelle Große Weserbrücke wurde 1960 eingeweiht und trägt seit 1980 den Namen Wilhelm-Kaisen-Brücke.

## Die ersten Brücken

### Erste Dokumente zu der Brücke

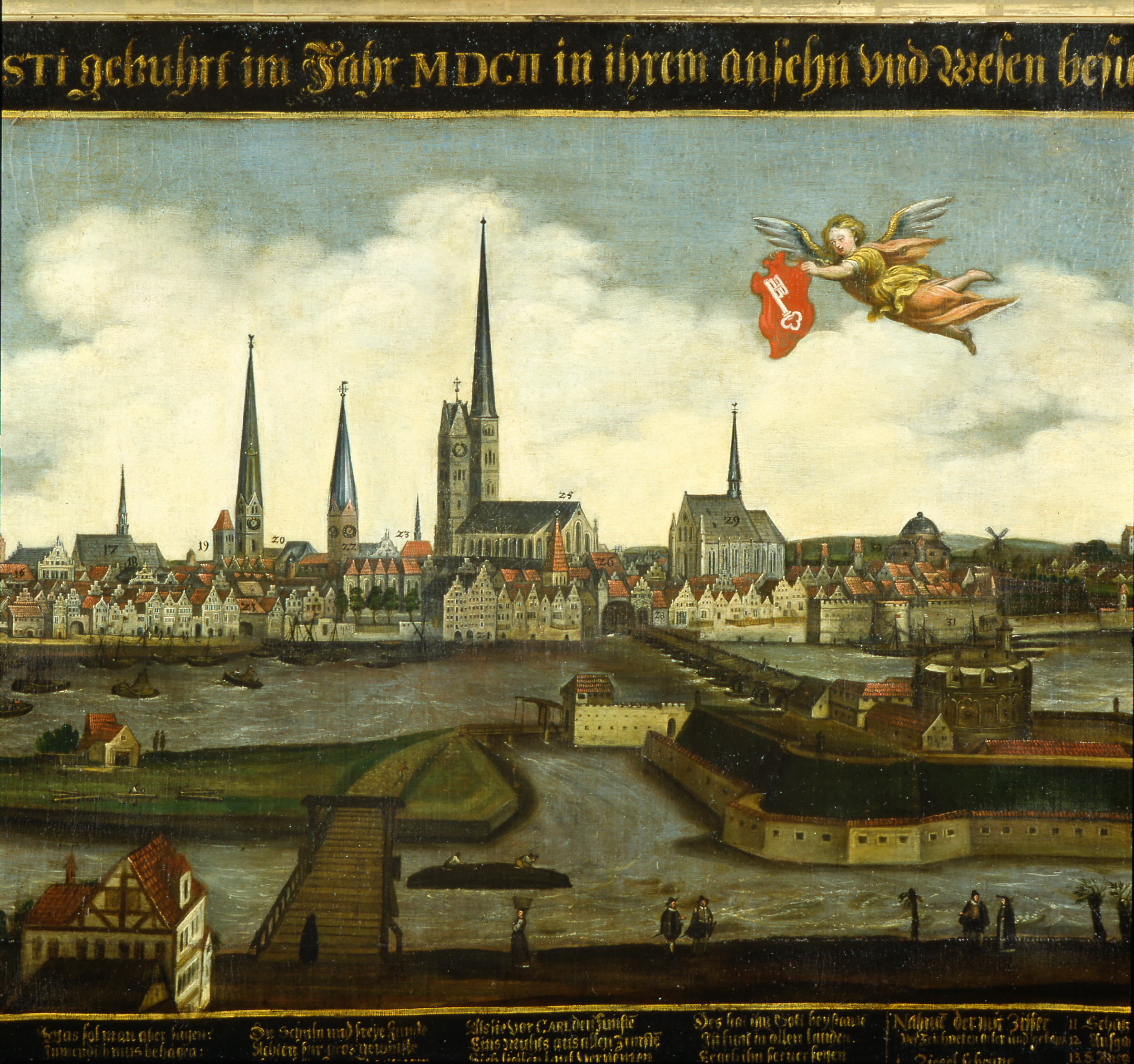
Weserpanorama von Jürgen Landwehr, 1602, Brautbastion und Weserbrücke

Die erste Nennung einer Weserbrücke in Bremen steht in einer Urkunde aus dem Jahr 1244 über den Verkauf eines Grundstücks im Neuen Lande durch das Kloster Hude an den Deutschen Orden. Im so genannten „Schiffsmüllerprivileg“ von 1250 über die Liegeplätze der Bremer Schiffsmühlen und die damit verbundenen Verpflichtungen wird das Gelände von Herrlichkeit (und Teerhof) als „Insel beidseits der Brücke“ bezeichnet. Das ist als Hinweis anzusehen, dass schon dieser erste Brückenschlag bis zum linken Ufer der Kleinen Weser reichte. Über die genaue Lagebeziehung zwischen der Brücke über die Große Weser und der über die Kleine Weser verrät die Quelle nichts. Die Schiffsmüller hatten von ihren (neuen) Liegeplätzen am Ufer dieser Insel zur Großen Weser aus die in diesem Zusammenhang erstmals erwähnte Schlachte am gegenüberliegenden rechten Ufer des Hauptstroms zu bewachen und instand zu halten. Mit der Möglichkeit, die Mühlen jenseits des Hauptstroms anzusiedeln und von dort aus das Schlachteufer zu überwachen, ermöglichte die Brücke einen entscheidenden Schritt in der Entwicklung der Bremer Häfen. Als 1390 das Vieland (Ober- und Niedervieland zusammen) durch einen Landwehrgraben, großenteils eine Ochtumverbreiterung, militärisch gesichert wurde, mussten die Bauern dieses Gebietes eine Bewaffnung vorhalten.

### Anbindung

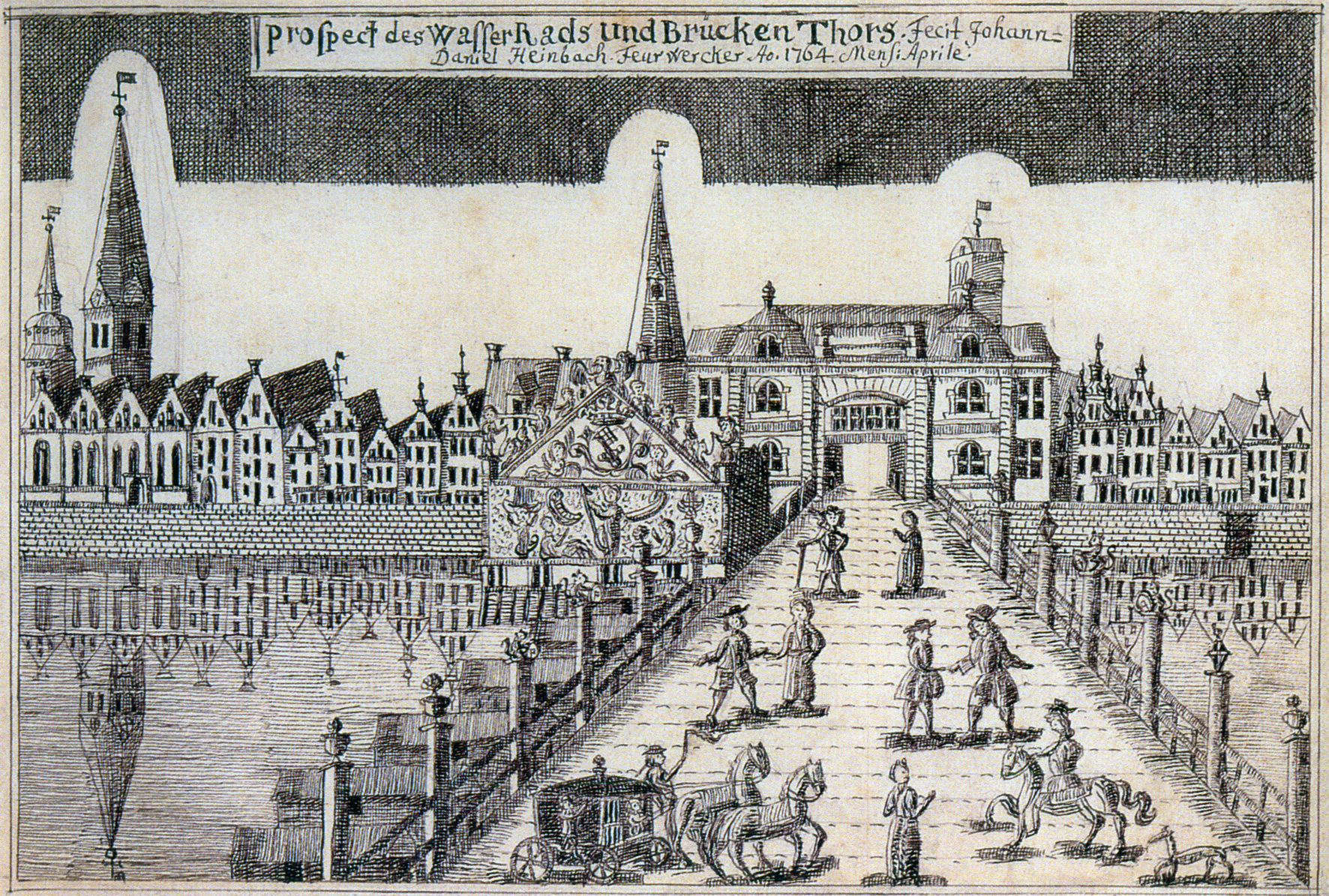
Brücke über die (Große) Weser 1764 mit Blick auf die Innenstadt, das neue Weserbrückentor und das verkleidete Wasserrad.

Von der Südecke des Marktes, gegenüber der Bebauung um die Willehadikirche führte die Wachtstraße zu dieser Brücke hin. Südlich der Häuserzeile am Markt überquerte die Wachtstraße die Balge. Das Weserufer war beiderseits mit Häusern bebaut. Die Straßenfronten der Uferhäuser lagen flussabwärts an der Martinistraße, flussaufwärts an der Tiefer, die erst bei der Holzpforte ans Weserufer stieß. Die Altstadtseite der Brücke war durch das Brückentor gesichert. Am Südufer der (Großen) Weser endete die Brücke auf der Herrlichkeit, einem Teil des Stadtwerders. Das Schiffsmüllerprivileg erwähnt dort eine „Insel beiderseits der Brücke“ ohne irgendeine Angabe über deren Ausdehnung oder Gestalt. Die Formulierung legt nahe, dass die Brücke über die große Weser von Anfang an eine Fortsetzung über die Kleine Weser hatte, und zwar möglicherweise zunächst geradlinig; es heißt ja nicht „Insel zwischen den Brücken“. Darstellungen liegen erst seit dem späten 16. Jahrhundert vor, also nachdem dort 1522 der Herrlichkeitzwingers „Braut“ errichtet worden war, sowohl als Festungs- wie als Pulverturm. Die Herrlichkeit war nun ein Brückenbollwerk, Propugnaculum Pontis. Piepen genannte Verteidigungsgräben, die Weser und Kleine Weser verbanden, trennten es vom flussaufwärts gelegenen Stadtwerder und dem flussabwärts gelegenen Teerhof, so dass Herrlichkeit und Teerhof künstlich zu Inseln wurden. Von der Herrlichkeit führten Zugbrücken parallel zur Weser auf den Stadtwerder und auf den Teerhof.
Die Brücke über die Kleine Weser ging vom 16. bis ins 19. Jahrhundert vom Teerhof aus.

### Trägerschaft
Wirtschaftlicher Träger der (Großen) Weserbrücke war nicht der Stadtstaat Bremen. Gebaut worden war sie mit Frondiensten aus dem nahen und fernen Umland, nicht zuletzt aus der Grafschaft Neubruchhausen, der im 13. Jahrhundert große Teile des Vielandes unterstanden und die auch den Brückenzoll kassierte. 102 Orte, größtenteils auf der linken Weserseite liegend, mussten die Unterhaltungskosten für die Brücke aufbringen.

### Bauweise
Bei den aufeinander folgenden Exemplaren der Weserbrücke, die über viele Jahrhunderte die einzige feste Verbindung über den Fluss in der Hansestadt war, handelte es sich sechs Jahrhunderte lang um Holzkonstruktionen mit zahlreichen tragenden Jochen im Unterbau. Deren Anzahl variierte zwischen acht und vierzehn. Am Baumaterial kam es in der Regel rasch zu Verwitterungen, so dass immer wieder Neubauten vonnöten waren. Da die größte Gefahr für die Brücke bei Eisgang bestand, war an den beiden Stellen, wo der Bremer Stadtgraben an die Weser stieß, jeweils eine Reihe von Eisböcken quer in der Fluss gesetzt.

### Brückentore
Den Zugang zur Großen Weserbrücke von der Altstadtseite bildeten über die Jahrhunderte zwei Tore. Diese ließen sich im Bedarfsfall schließen und schützten so die Altstadt vor feindlichen Übergriffen von der anderen Weserseite. Das erste von ihnen entstand in den Jahren 1552 bis 1554 und besaß einen spitzen Treppengiebel, mit dem es die umliegenden Häuser überragte. Es wurde 1688 zu Gunsten eines Neubaus abgerissen. Dieser wurde nach den Entwürfen des französischen Architekten Jean Baptiste Broëbes (1660–1720) gestaltet, der sich in Bremen weiterhin vornehmlich als Erbauer der Alten Börse hervortat. Das neue Weserbrückentor war klobiger und glich trotz einer breiten Durchfahrt mehr einem Haus denn einem Tor. Im Jahre 1839 riss man es ebenfalls ab.

### Wasserräder
Bereits an der ersten erwähnten Brücke wurden zwischen den Jochen auf Pontons Schiffmühlen angekettet. Diese dienten dazu, mit Hilfe der Wasserkraft Korn zu mahlen. Ab 1394 gab es auf der Altstadtseite auch ein Wasserrad mit einem Durchmesser von etwa zwölf Metern – die sogenannte „Wasserkunst“. Das Rad schöpfte Wasser in ein Holzröhrensystem, an das etwa 200 Nutzer angeschlossen werden konnten. Diese waren zumeist Mitglieder der höheren Gesellschaft, die die Konstruktion finanzierte. Im Jahre 1710 verkleidete man das Wasserrad mit Holz und einem Dreiecksgiebel, um die Zufahrt zur Innenstadt repräsentativer zu gestalten. Auf der Verkleidung waren das Bremer Wappen sowie zahlreiche Verzierungen und Figuren zu sehen. Das Rad wurde 1823 durch Pumpen ersetzt.

### 18. und frühes 19. Jahrhundert

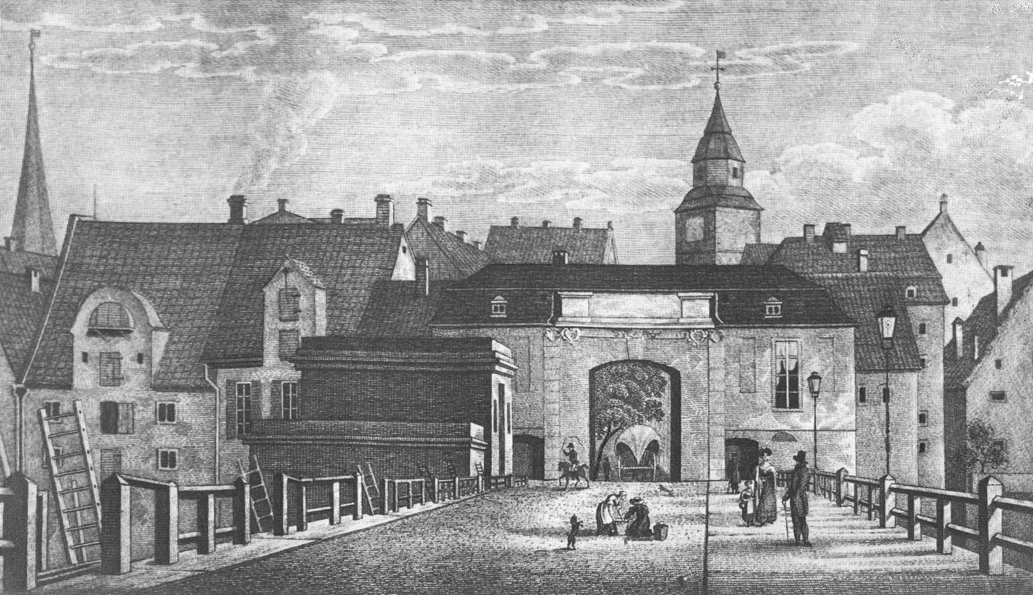
Große Weserbrücke von 1833 mit dem vom Jean Baptiste Broëbes gestalteten Brückentor

Die Weserbrücke von 1738, die vollständig aus Holz errichtet wurde, entstand in nur siebenmonatiger Bauzeit für 26.000 Taler unter der Leitung des Baumeisters Hermann Ficke. Sie war 7,75 m breit. Auf der Neustadtseite besaß sie ein Fährgatt, eine Klappvorrichtung ähnlich einer Zugbrücke, die Schiffen die Durchfahrt ermöglichte. Zwischen den 14 Pfahljochen der Brücke, über die die Fahrbahn verlief, befestigte man erneut Wassermühlen. Nur ein Jahr nach der Fertigstellung wurde die Brücke allerdings in der Nacht des 22. Septembers 1739 zerstört, als ein Blitzschlag die Braut explodieren ließ. Dieses Unglück hatte weitreichende Verwüstungen der Innenstadtbebauung zur Folge und forderte 32 Menschenleben. Es gelang jedoch, die Große Weserbrücke rasch zu reparieren.
Es folgten weitere kostspielige Brückenreparaturen, besonders die von 1815 bis 1817 durch den Stadtbaumeister Poppe und die von 1822. Nun erhielt sie einen zweiten Fußweg. Die Sacklager der Müller, die an 11 Pfahljochen jeweils eine Wassermühle angehängt hatten, behinderten den zunehmenden Verkehr und wurden deswegen entfernt. 1829 wurde die hölzerne Brücke über die Kleine Weser ersetzt durch einen 9,45 m breiten Neubau. Diese Brücke blieb bis 1916 erhalten.

## Die erste Große Weserbrücke von 1841 bis 1895
Nachdem auch die Brücke von 1738 mit der Zeit baufällig geworden war, beschloss der Bremer Rat im Jahre 1838, also einhundert Jahre nach deren Bau, die Errichtung einer zumindest teilweise steinernen Brücke, die unabhängiger von den klimatischen Einflüssen sein sollte. Die technische Leitung während der Bauphase von 1839 bis 1841 übernahm der aus der Rheinprovinz stammende Bauinspektor und zum Stadtbaudirektor ernannte Friedrich Moritz Stamm (1793–1843), der in Bremen bereits mehrere Arbeiten durchgeführt hatte. Seine Vorliebe für einen schlichten klassizistischen Baustil spiegelte sich auch im Erscheinungsbild der neuen Brücke wider.
Sie besaß sechs Strompfeiler aus Stein, auf denen ein hölzerner Unterbau lagerte. 10,75 m war diese Brücke breit mit einer Fahrbahn von 5,35 m breite und zwei Fußwegen. Das zuvor vorhandene Fährgatt wurde nicht erneut eingebaut, dafür besaß die Brücke jedoch eine größere Höhe, die der Mehrzahl der damaligen Schiffe eine Unterquerung ermöglichte. Auch verzichtete man nun auf die Wassermühlen, deren Betrieb in keinem sinnvollen Verhältnis mehr zu ihrem Nutzen stand. Auf jeder Seite wurde die Brücke von vier gusseisernen Laternen gesäumt, die auf das Geländer aufgesetzt waren. Die Einweihung der 214.000 Taler kostenden Brücke fand Silvester 1841 statt.
Zwanzig Jahre nach der Einweihung ersetzte man 1861 den hölzernen Fahrbahnträger mit einem Klotzpflaster als Belag durch einen eisernen und pflasterte die Brückenoberfläche. Während die in der Mitte verlaufende auf 7,17 m verbreiterte Fahrbahn für Kutschen mit dunkleren Steinen ausgelegt wurde, erhielten die Fußwege zu beiden Seiten, die auch zum Flanieren über den Fluss einladen sollten, durch hellen Sandstein freundlichere Farben.
Wenig später entstanden flussabwärts zwei weitere Weserbrücken. Die 1865/66 erbaute Eisenbahnbrücke konnte nicht von Fußgängern genutzt werden. Von 1872 bis 1875 wurde für den großen, neuen Straßenzug vom Hauptbahnhof in die Neustadt die Kaiserbrücke errichtet, heute Bürgermeister-Smidt-Brücke.

## Die zweite Große Weserbrücke von 1895 bis 1961

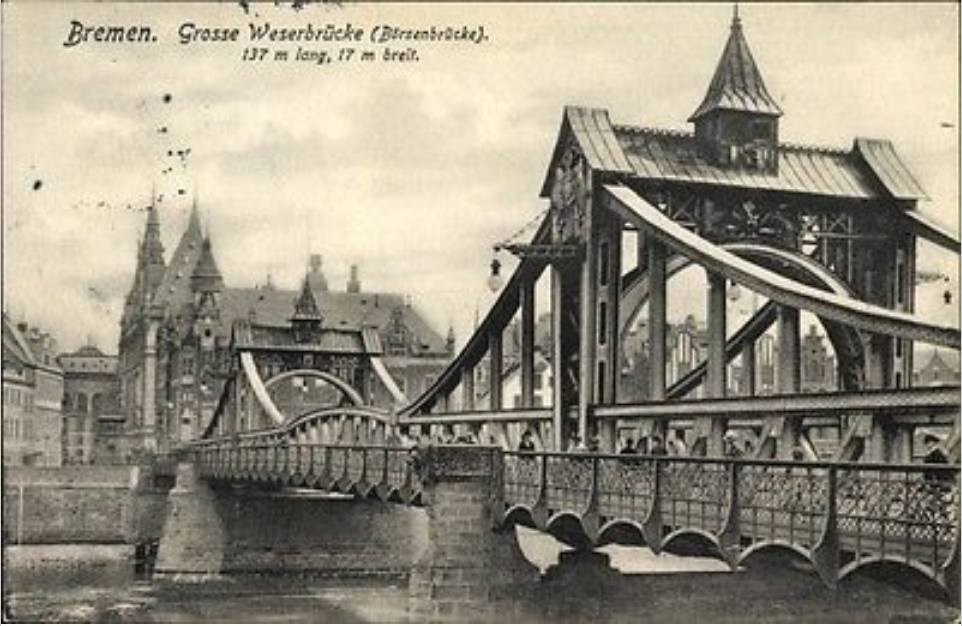
Postkarte, gelaufen 1910:
Grosse Weserbrücke (Börsenbrücke)

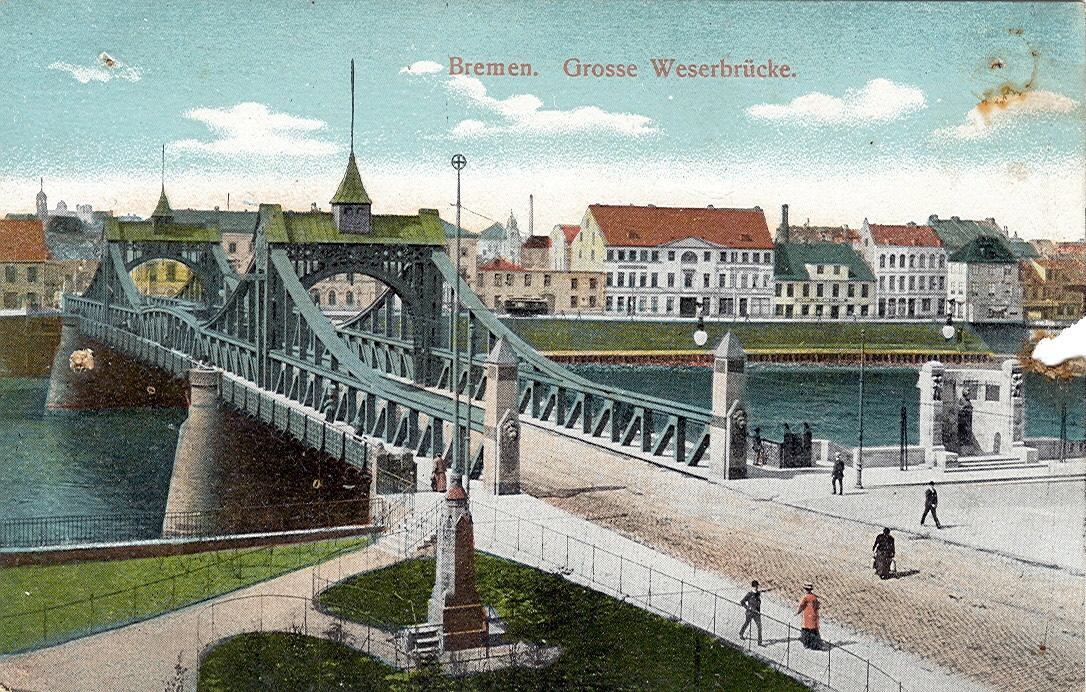
Die zweite Große Weserbrücke etwa im Jahre 1914 von der Altstadt auf den Teerhof gesehen

Im Zuge der Weserkorrektion, die eine Vertiefung und Begradigung des Flusses darstellte, ergab sich die Notwendigkeit einer neuen Brücke, da die alte den zu verändernden Ufern nicht angeglichen werden konnte und ein Rückbau erforderlich war. Auch behinderten die sechs starken Brückenpfeiler bei dem Hochwasser von 1880/81 den Wasserabfluss zu beträchtlich.
Die Verantwortlichen in den städtischen Gremien einigten sich auf der Basis des Konstruktionspläne von Oberbaudirektor Ludwig Franzius für den eingereichten künstlerischen Entwurf des Karlsruher Architekten Hermann Billing.

### Lagebeziehungen
Wie ihre Vorgängerinnen war die Brücke auf der Altstadtseite durch die Wachtstraße mit dem langgezogenen Südende des Marktplatzes verbunden. Da die Wachtstraße geradewegs auf die 1861–1864 am Markt errichtete Börse zuführte, wurde die Brücke auch „Börsenbrücke“ genannt. Auf dem linken Weserufer endete die Brücke immer noch auf dem Teerhof. In den letzten neun Jahren, bevor 1903 die Straße in gerader Fortsetzung über die Kleine Weser geführt wurde, gab es als Abkürzung eine von privater Hand errichtete und betriebene Fußgängerbrücke, die das Ufer der Neustadt bei der St.-Pauli-Kirche erreichte. Nach der zu entrichtenden Benutzungsgebühr wurde sie Pfennigbrücke genannt.

### Bauwerk
1893 begannen die Bauarbeiten. Billing, der die künstlerische Gestaltung übernahm, standen mit August Thiersch in München und Franz Schwechten in Berlin zwei weitere renommierte Architekten zur Seite. In zweijähriger Bauzeit entstand eine 137 Meter lange, zweispurige Auslegerbrücke mit Fachwerk-Gerberträgern und einer Hängegurtung, ruhend auf zwei sandsteinverkleideten Strompfeilern. Diese bildeten eine Stromöffnung von 64 Metern Breite, und an ihren Schmalseiten war jeweils ein Löwenkopf aus Sandstein befestigt – je zwei Köpfe blickten also in Richtung Altstadt und Neustadt. Beide Zufahrten zur Brücke waren von je zwei etwa vier Meter hohen Obelisken flankiert, an denen in halber Höhe ein zur Landseite schauender Löwenkopf aus Bronze angebracht war. Diese Obelisken markierten auch den Beginn der Gusseisen-Verstrebungen, die das markanteste architektonische Merkmal der Brücke darstellten. Sie begannen an den Obelisken und bildeten im Verlauf der Weserquerung zwei bedachte Portale, die einen kleinen Dachreiter und eine Fahnenstange trugen. Zwischen der Gusseisen-Konstruktion verlief die neun Meter breite Fahrbahn für Kutschen und getrennt davon an den Außenseiten der Brücke die Fußwege. Die Eröffnung der Großen Weserbrücke erfolgte im Jahre 1895. Die Brücke war ob ihrer Konstruktion in der Bevölkerung sehr beliebt und avancierte schon bald zu einem der Wahrzeichen der Stadt. Sie galt als die schönste und berühmteste der zahlreichen Bremer Weserbrücken.
1903 wurde über die Kleine Weser die St.-Pauli-Brücke, eine eiserne Bogenbrücke mit Zuggurt und eingehängter Fahrbahn, erstellt. Damit wurde die Straßenführung von der Großen Weserbrücke über den Teerhof mit dem Bauhof und dem Durchbruch zur Brückenstraße (heute Friedrich-Ebert-Straße) in die Neustadt fortgesetzt. In der Nähe stand schon seit 1894 die kleine, private, sogenannte Pfennigbrücke, deren Querung einen Pfennig kostete, diese verschwand 1903.
Bei statischen Untersuchungen im Jahre 1929 stellte man fest, dass sich die Flusssohle um sechs Meter vertieft hatte und somit eine ernstzunehmende Gefahr hinsichtlich der Standfestigkeit der Brückenpfeiler bestand. Zur Sicherung der Brücke wurden an den Pfeilerfundamenten und Sinkstücken Steinschüttungen durchgeführt.
Am 1. April 1933, knapp einen Monat nach der Machtergreifung der Nationalsozialisten in Bremen, wurde die Brücke in einer von der NS-Propaganda aufwändig inszenierten öffentlichen Veranstaltung auf den Namen Adolf-Hitler-Brücke getauft. Etwas mehr als sechs Jahre später erhielt am 1. Juli 1939 die neu errichtete Westbrücke (heutige Stephanibrücke) diesen Namen und die Große Weserbrücke wurde zum Gedenken an den aus Bremen stammenden Kaufmann und Kolonialherren Adolf Lüderitz in „Lüderitzbrücke“ umbenannt.
Zum Ende des Zweiten Weltkriegs beschlossen die nationalsozialistischen Machthaber in Bremen, alle Weserbrücken, darunter auch die „Lüderitzbrücke“, zu sprengen, um die von Süden anrückenden Alliierten daran zu hindern, in die Altstadt einzudringen. Die Sprengung erfolgte am 25. April 1945. Der Mittelteil der Brücke wurde zerstört und stürzte in den Fluss. Zwei Tage darauf nahmen die Alliierten, die weseraufwärts in Achim über eine unzerstörte Brücke andere Wege gefunden hatten, die Stadt ein und beendeten die NS-Herrschaft.

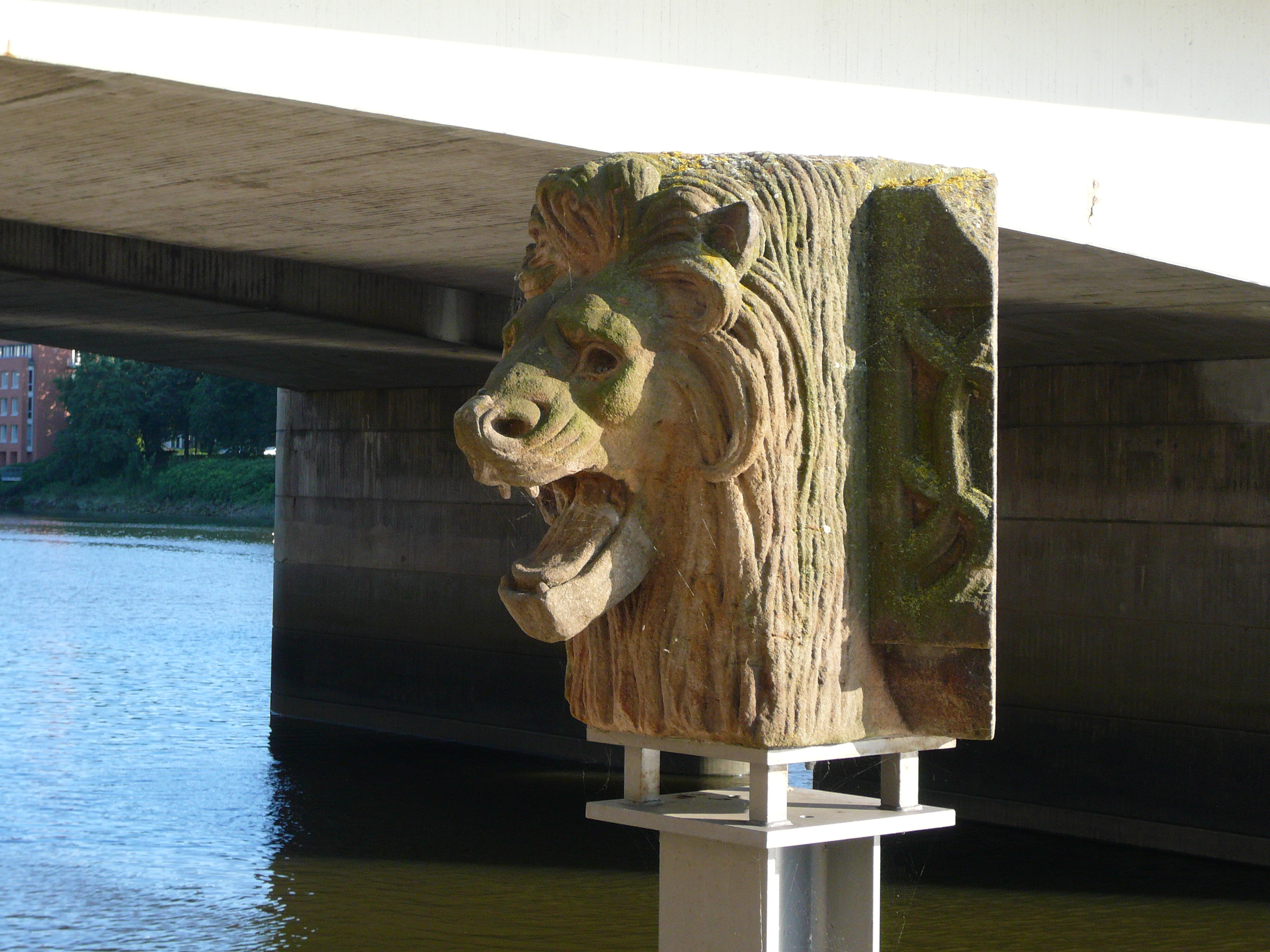
Einer der 1998 wiedergefundenen Löwenköpfe

Als Ersatz für die „Lüderitzbrücke“ diente ab dem 15. Juni 1945 die eilends errichtete und äußerst provisorische „Memorial Bridge“. Die Militärregierung der Amerikanischen Besatzungszone war jedoch bestrebt, die Brücke so schnell wie möglich in ihrem alten Zustand aufzubauen. Die Amerikaner sahen sie als wichtige Verkehrsachse für den Warenverkehr von und zu den Häfen. Ein zuverlässiger Weserübergang in der Stadt war für die wirtschaftliche Entwicklung Bremens von elementarer Bedeutung, da die Amerikaner Wert darauf legten, in Konkurrenz zur Sowjetischen Besatzungszone schnell in den drei Westzonen eine stabile Wirtschaft zu etablieren. Im August 1945 begann der Wiederaufbau des Bauwerks. Er war sehr schwierig und langwierig, unter anderem durch den strengen Winter 1946/47 und die Rohstoffknappheit der Nachkriegszeit bedingt. Zusätzlich wurde durch Eisgang auf der Weser die bereits weit fortgeschrittene Baustelle bei der Bremer Brückenkatastrophe am 18. März 1947 beschädigt. Über die entstandenen Lücken verlegte man drei Tage später Holzbohlen, so dass zumindest Fußgänger den Übergang wieder eingeschränkt nutzen konnten. Im Sommer 1947 gelang es, den Mittelteil der Brücke mit Trägern wieder vollständig zu schließen und am 29. November des gleichen Jahres erfolgte die feierliche Wiedereröffnung. Der Name „Lüderitzbrücke“ entfiel auf Drängen der Amerikaner, die keine Verherrlichung der ehemaligen Deutschen Kolonien wünschten. Stattdessen hieß die Brücke nun wieder „Große Weserbrücke“.
Aus architektonischer Sicht handelte es sich tatsächlich um einen nahezu originalgetreuen Nachbau. Lediglich die Dachreiter auf den gusseisernen Toren hatte man nicht rekonstruiert, ansonsten stimmten Aussehen und Maße überein. Es stellte sich jedoch bald heraus, dass die Brücke dem zunehmenden Verkehrsaufkommen der 1950er Jahre nicht mehr gewachsen war. Sie wurde daher ab 1960 von der modernen, neugebauten Wilhelm-Kaisen-Brücke abgelöst und ein Jahr später abgerissen.
Im Jahre 1998 fand man durch Zufall zwei der vier sandsteinernen Löwenköpfe von den Strompfeilern wieder, die bei der Sprengung 1945 in die Weser gefallen waren. Im Zuge der Sanierung des altstadtseitigen Uferstreifens durch das Hafenamt wurden sie von einem Schwimmbagger geborgen. Sie stehen heute auf Stahlstelen unter dem Nordende der Wilhelm-Kaisen-Brücke an der Weserpromenade.

## Die Wilhelm-Kaisen-Brücke seit 1960
Am 2. Mai 1957 veranlasste die Baudeputation aus genannten Gründen, aber auch mit Blick in die Zukunft und bereits damals absehbare noch höhere Durchfahrtszahlen, einen kompletten Neubau der Großen Weserbrücke. Im Beschlusspapier hieß es:
„Die künftige Verkehrsentwicklung Bremens erfordert sowohl den Neubau der Großen Weserbrücke als auch den der Ostbrücke innerhalb eines Jahrzehnts.“
Am 26. Juli selben Jahres begann die öffentliche Auftragsausschreibung für die Konstruktionsarbeiten. Bis zum Herbst reichten 22 Firmen ihre Angebote ein, und am 29. November erhielt das Unternehmen Dyckerhoff & Widmann den Zuschlag, das eine schlichte dreifeldrige Spannbeton-Hohlkastenbrücke mit veränderlicher Konstruktionshöhe plante. Während man in früheren Jahrhunderten und Jahrzehnten die Hauptverkehrsadern der Stadt, also auch die Brücken, immer zum Zentrum, sprich zum Marktplatz ausrichtete, sollte der Neubau den Verkehr an diesem vorbei leiten. Dazu war es notwendig, die neue Brücke etwa 40 Meter weseraufwärts der alten zu errichten, so dass sie auf der Altstadtseite nicht mehr als Verlängerung der Wachtstraße diente, sondern ihre Zufahrt über die Balgebrückstraße erhielt, für welche eine Häuserzeile durchbrochen werden musste. Der Konstrukteur hieß Finsterwalder, als Bauleiter zeichnete Kurp verantwortlich.
Die Grundsteinlegung erfolgte am 1. August 1958 am Widerlager auf der Altstadtseite. Da die Strömungsverhältnisse der Weser keine großen Gerüstbauten im Fluss zuließen, wurde die Mehrzahl der Arbeiten an Land durchgeführt. So betonierte man die Stahlbeton-Senkkästen mit einer Grundfläche von 280 Quadratmetern in einem Trockendock an der Elbe nahe Hamburg. Die mit Aufbauten rund acht Meter hohen Konstruktionen wurden über See nach Bremen geschleppt, wo sie auf das zuvor planierte Flussbett hinabgelassen wurden. Beim Planieren war es kurzzeitig zu Verzögerungen gekommen, da man auf der Neustadtseite zahlreiche Findlinge bergen musste. Die Konstruktion der Fahrbahnen erfolgte im Freivorbau, einer bis dahin in Norddeutschland noch nie zuvor angewendeten Methode, die zahlreiche Zuschauer anlockte. Auf den Pfeilerköpfen montierte man je vier Vorbauwagen, von denen aus der Überbau in beide Richtungen betoniert wurde. Jede Woche wuchs die Brücke so um sechs Meter. Um Abweichungen beider Bauabschnitte voneinander auszuschließen, nivellierten die Ingenieure alle drei Meter von vier Festpunkten auf dem äußersten Brückenteil zum Ufer hin. Bei Nichtübereinstimmungen wurden die Vorbauwagen um die Differenz höher oder tiefer gestellt. Am 11. Dezember 1959 kam es durch die Einsetzung eines etwa 30 Zentimeter breiten Gelenks in die Gelenkfuge, den Zwischenraum zwischen beiden Bauabschnitten, zur erstmaligen Schließung der Brücke. Dieses Gelenk bietet den Brückenhälften gut drei Zentimeter Bewegungsspielraum.

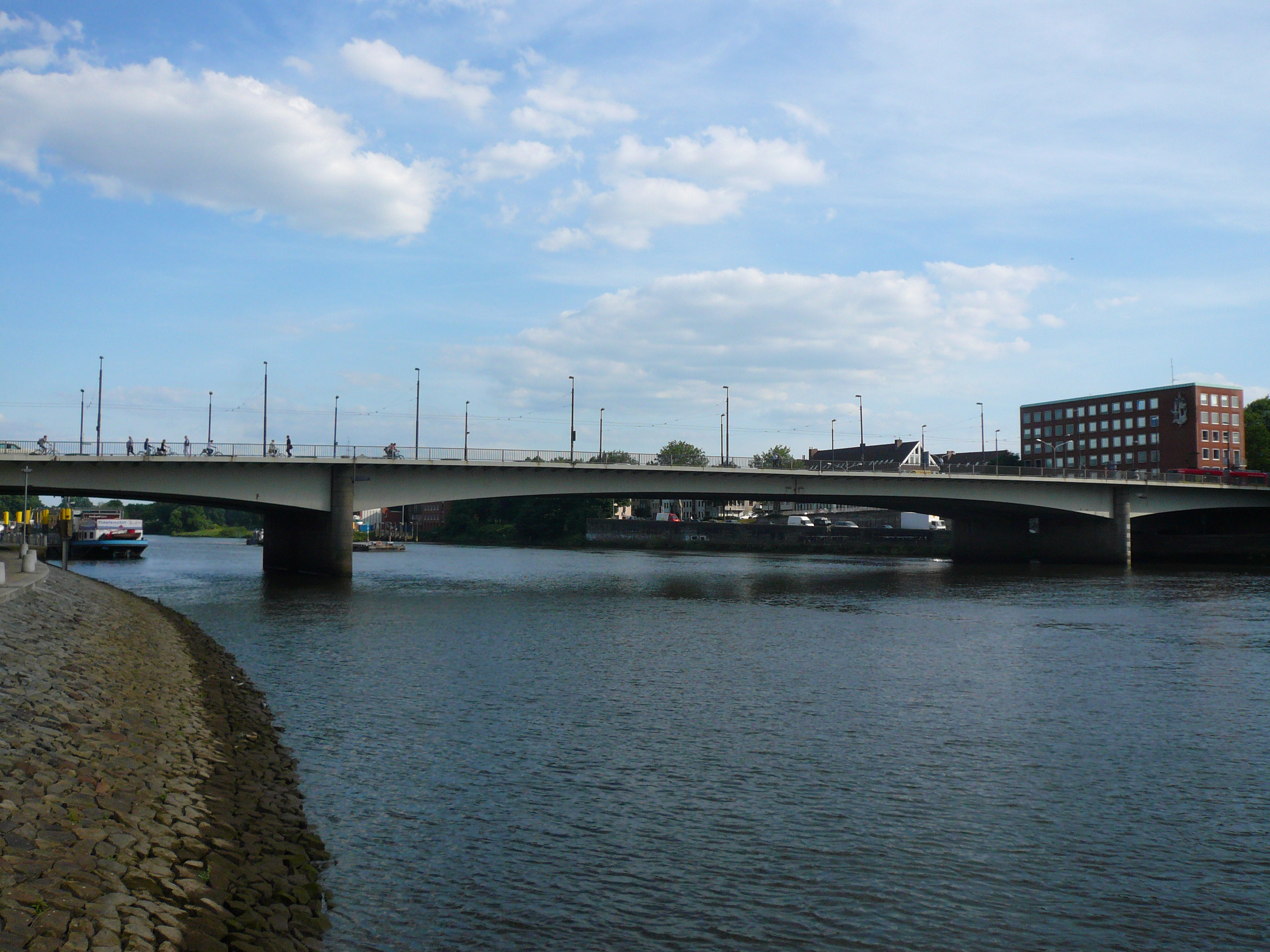
Die Wilhelm-Kaisen-Brücke von der Schlachte in der Altstadt gen Süden gesehen

Die veranschlagten Kosten für den Bau beliefen sich auf 17.500.000 Deutsche Mark, von denen der Bund 5.000.000 DM übernahm, da zu jener Zeit kurzfristig die Bundesstraße 75 über die zu errichtende Brücke führte. Im Zuge der Konstruktion der neuen Großen Weserbrücke kam es auch zu einer starken Veränderung des Verkehrsflusses und des Stadtbildes in jenem Bereich, da die Brücke weit in bestehende Straßen hineingriff. Der verkehrsreiche Leibnizplatz auf der Neustadtseite sowie die Altenwallkreuzung und die Dechanatstraße auf der Altstadtseite mussten großflächig umgestaltet sowie die ebenfalls auf der rechten Weserseite befindliche Martinistraße mit direkter Verbindung zur neuen Brücke erweitert werden. Hinzu kamen die Verbreiterung der Osterstraße links der Weser, der erwähnte Durchbruch zur Balgebrückstraße und die Anlage mehrerer Unterführungen, von denen einige Fußgängern vorbehalten waren. Der Bau der Brücke gestaltete sich insofern schwierig, als dass er unter Verkehr durchgeführt wurde. Das heißt, dass in den Monaten der Bauphase die alte Große Weserbrücke geöffnet bleiben musste, was zu einigen Verzögerungen der Arbeit, aber auch zu Improvisationen seitens der Bauleitung führte. So musste beispielsweise an der Martinistraße über eine sehr tiefe und lange Baugrube eigens eine Behelfsbrücke aus Holzbohlen gespannt werden, um der Straßenbahn die Durchfahrt zu ermöglichen.
Ursprünglich war die Brücke für zwei Fahrbahnen mit je drei Fahrstreifen konzipiert die von jeweils 2,35 Meter breiten Radwegen flankiert werden sollten. Mittlerweile wurden die beiden mittleren Fahrstreifen in einen Straßenbahnbereich umgewandelt. Aus diesem Grunde folgt auf die Fuß-Radweg-Kombination zu beiden Seiten nun je eine gut 5,9 Meter breite zweispurige Fahrbahn. Die Fahrbahnen werden vom 5,8 Meter breiten Bereich der Straßenbahn getrennt, der ein Gleis je Richtung aufweist. Insgesamt hat die Brücke eine Breite von 30,4 Metern. Die Länge der Konstruktion, die zwei Hohlkästen besitzt, beträgt 151 Meter bei einer Stromöffnung zwischen den beiden Strompfeilern von 86 Metern. Besonders markant präsentieren sich die trompetenförmigen Ausrundungen an den Brückenwiderlagern.
Am 22. Dezember 1960 schnitt Wilhelm Kaisen, der Bürgermeister und Präsident des Senats, um 14:15 Uhr im Beisein weiterer hochrangiger Politiker mit einer goldenen Heckenschere ein weißes Band durch. In seiner anschließenden Rede betonte er:
„Ich nenne sie Große Weserbrücke. Der Übergang trägt ihn seit Jahrzehnten, und so soll es auch bleiben. Zweimal hat man der Brücke im Laufe der Zeit einen neuen Namen gegeben, aber keiner von beiden ist volkstümlich geworden.“
Wenige Stunden später wurde die Große Weserbrücke für den Verkehr freigegeben.
Am 1. Januar 1980 erhielt sie im Gedenken an den zwei Wochen zuvor verstorbenen Kaisen den Namen Wilhelm-Kaisen-Brücke. Kaisen war von 1945 bis 1965 Präsident des bremischen Senats und somit Bürgermeister der Freien Hansestadt Bremen. Seine Amtszeit von zwanzig Jahren ist die längste seit Mitte des 19. Jahrhunderts. Heute stellt die Wilhelm-Kaisen-Brücke, die im Ortsteil Altstadt liegt, eine der wichtigsten und meistfrequentierten Weserquerungen unterhalb von Minden dar. Sie wird von Kraftfahrzeugen, Fahrrädern, Fußgängern und öffentlichen Verkehrsmitteln passiert und ist für die meisten Touristen und Einheimischen das Südliche Tor zur Innenstadt. Über die Brücke verlaufen mit den Linien 4, 6 und 8 drei Straßenbahn- und mit der 24 eine Buslinie der Bremer Straßenbahn AG. Auf dem Teerhof befindet sich die von all diesen Linien bediente Haltestelle Wilhelm-Kaisen-Brücke.
Für die sanierungsbedürftige Brücke mussten 2024 aus Sicherheitsgründen Nutzungseinschränkungen erlassen werden (LKW-Fahrverbote, Überholverbote, Einschränkungen beim ÖPNV), um sie zumindest bis 2027 nutzbar zu halten. Die Sanierung soll dann erfolgen und ein Neubau ist für um 2045 angedacht.